# Успение Богородично (Дякос)
Вижте пояснителната страница за други значения на Успение Богородично.
„Успение Богородично“ (на гръцки: Κοίμησης της Θεοτόκου) е възрожденска православна църква, разположена в изоставеното гревенско село Дякос (Либиново), Егейска Македония, Гърция.
Църквата е построена в XIX век, като вероятно датата е 1812 година. В архитектурно отношение храмът е трикорабна базилика с напречен кораб и купол. Подобна хибридна форма има църквата „Свети Николай“ в Космати. Женската църква е по-късна. На южната страна има открит трем. Във вътрешността има ценни стенописи и забележителен резбован иконостас.
Храмът претърпява големи щети при Гревенското земетресение от 1995 година.